# HD 1461 b
Coordenadas:  00h 18m 41.62s, −8° 03′ 9.5″
HD 1461 b é um planeta extrassolar que orbita a estrela de classe G de 6ª magnitude aparente HD 1461 a 76 anos-luz de distância na constelação de Cetus. Este planeta tem uma massa mínima de 8,1 vezes a da Terra e orbita a uma precisa distância de 0,063434 UA com uma excentricidade de 0,04. É atualmente desconhecido se o planeta é um gigante gasoso como Urano ou Netuno, ou se tem composição terrestre como COROT-7b. Este planeta foi descoberto em 14 de dezembro de 2009 usando-se o método de velocidade radial nos observatórios W. M. Keck e Anglo-Australiano.